# Stary Jarosław
Stary Jarosław (do 1945 niem. Alt Järshagen) – wieś w północnej Polsce, położona w województwie zachodniopomorskim, w powiecie sławieńskim, w gminie Darłowo przy drodze wojewódzkiej nr 205.
Według danych z 28 września 2009 roku wieś miała 505 stałych mieszkańców. Składa się z dwóch części, starej istniejącej od średniowiecza i nowej, która powstała przy stacji kolejowej.
We wsi znajduje się zabytkowy kościół pw. Krzyża Świętego z przełomu XIV/XV wieku, przebudowany w XIX wieku. Wieża z hełmem wiciowym krytym gontem. Wewnątrz dzieła sztuki ludowej z epoki baroku m.in. ołtarz, ambona i rzeźba "Ukrzyżowanie", gotyckie rzeźby i renesansowe ławy.
W miejscowości ma siedzibę jednostka Ochotniczej Straży Pożarnej włączona do krajowego systemu ratowniczo-gaśniczego.
W latach 1950–1957, 1957-1975 i 1975–1998 miejscowość położona była w województwie koszalińskim.